# Jeleniewo (gemeente)
De gemeente Jeleniewo, (Litouws: Elniavo valsčius) is een landgemeente in het Poolse woiwodschap Podlachië, in powiat Suwalski.
De zetel van de gemeente is in Jeleniewo.
Op 30 juni 2004 telde de gemeente 3002 inwoners.

## Oppervlakte gegevens
In 2002 bedroeg de totale oppervlakte van gemeente Jeleniewo 131,84 km², waarvan:
- agrarisch gebied: 77%
- bossen: 10%

De gemeente beslaat 10,08% van de totale oppervlakte van de powiat.

## Demografie
Stand op 30 juni 2004:
| Omschrijving                   | Totaal | Totaal | Vrouwen | Vrouwen | Mannen | Mannen |
| ------------------------------ | ------ | ------ | ------- | ------- | ------ | ------ |
| eenheid                        | aantal | %      | aantal  | %       | aantal | %      |
| inwoners                       | 3002   | 100    | 1441    | 48      | 1561   | 52     |
| bevolkingsdichtheid (inw./km²) | 22,8   | 22,8   | 10,9    | 10,9    | 11,8   | 11,8   |

In 2002 bedroeg het gemiddelde inkomen per inwoner 1357,45 zł.

## Plaatsen
Bachanowo, Białorogi, Błaskowizna, Czajewszczyzna, Czerwone Bagno, Gulbieniszki, Hultajewo, Ignatówka, Jeleniewo, Kazimierówka, Krzemianka, Leszczewo, Łopuchowo, Malesowizna, Okrągłe, Podwysokie Jeleniewskie, Prudziszki, Rutka, Rychtyn, Sidorówka, Sidory, Sidory Zapolne, Suchodoły, Sumowo, Szeszupka, Szurpiły, Ścibowo, Udryn, Udziejek, Wodziłki, Wołownia, Zarzecze Jeleniewskie, Żywa Woda.

## Aangrenzende gemeenten
Przerośl, Rutka-Tartak, Suwałki, Suwałki, Szypliszki, Wiżajny